# Almut Wagner
Almut Wagner ist eine deutsche Sprechtheater-Dramaturgin.

## Leben
Wagner studierte von 1990 bis 1995 Theater-, Film- und Fernsehwissenschaft, Romanistik und Soziologie an der Universität Köln. Von 1991 bis 2001 arbeitete sie in verschiedenen Positionen am Schauspiel Bonn, zuletzt als Dramaturgin. 2000 war sie Direktorin des Festivals „Bonner Biennale – Neue Stücke aus Europa“.
Unter der Intendanz von Luc Bondy war sie von 2001 bis 2005 Schauspieldramaturgin bei den Wiener Festwochen. Von 2005 bis 2008 war sie Geschäftsführende Dramaturgin am Deutschen Schauspielhaus in Hamburg. Von 2008 bis 2010 gehörte sie als Leitende Dramaturgin zum Führungsteam der Wiener Festwochen, wo sie 2010 zudem Kuratorin der Programmreihe „forumfestwochen ff“ war. Ab der Spielzeit 2011/12 leitete sie bis zum Ende der Spielzeit 2013/14 gemeinsam mit Stefan Schmidtke die Dramaturgie des Düsseldorfer Schauspielhauses.
Mit Beginn der Intendanz von Andreas Beck wurde Wagner in der Spielzeit 2015/16 Geschäftsführende Dramaturgin der Sparte „Schauspiel“ am Theater Basel. Von 2017 bis 2020 war sie Schauspieldirektorin am selben Haus. Mit Beginn der Spielzeit 2020 ist sie Chefdramaturgin am Residenztheater in München. Seit 2021 ist sie auch Stellvertretende Intendantin des Residenztheaters München.
Almut Wagner hatte Lehraufträge am Institut für Theater- und Medienwissenschaft der Universität Wien (2010), an der Folkwang Universität der Künste in Essen/Bochum (2013–2015), an der Theaterakademie August Everding in München und am Mozarteum Salzburg inne.
Sie ist Mitglied im Vorstand des Internationalen Theaterinstituts.